# Celine Fariala Mangaza
Celine Fariala Mangaza (n. 27 august 1967, Bukavu, Provincia Sud-Kivu, RDC – d. 28 mai 2020, Bukavu, Provincia Sud-Kivu, RDC) a fost o activistă congoleză pentru persoanele cu dizabilități, ea însăși suferind de poliomielită.
Pe 28 mai 2020, în timpul pandemiei de coronaviroză, Mangaza a murit din cauza COVID-19 în Bukavu.